# Шедлешка епархия
Шедлешката епархия (на полски: Diecezja siedlecka; на латински: Dioecesis Siedlecensis) е административно-териториална единица на католическата църква в Полша, западен обред. Суфраганна епископия на Люблинската митрополия. Установена под името Подляска епархия на 30 юни 1818 година от папа Пий VII. През 1867 година е ликвидирана от руските власти. Възстановена на 24 септември 1918 година от папа Бенедикт XV. Получава настоящето си име на 28 октомври 1925 година. Заема площ от 11 440 км2 и има 710 500 верни. Седалище на епископа е град Шедълце.

## Деканати
В състава на епархията влизат двадесет и пет деканата.
| - Адамовски деканат - Бялски-Полудне деканат - Бялски-Пулноц деканат - Вишницки деканат - Влодавски деканат - Гарволински деканат - Грембковски деканат - Доманицки деканат - Желеховски деканат | - Збучински деканат - Комаровски деканат - Ласкажевски деканат - Лошицки деканат - Луковски I деканат - Луковски II деканат - Мендзижецки деканат - Ошецки деканат - Парчевски деканат | - Радзински деканат - Рицки деканат - Тересполски деканат - Сухожебски деканат - Хански деканат - Шедлешки деканат - Яновски деканат |